# Nabil Kebbab
Nabil Kebbab (nacido el 30 de diciembre de 1983) es un nadador argelino que compite en pruebas de estilo libre. Ganó la medalla de bronce en la prueba de los 100 m estilo libre en Juegos Mediterráneos de 2005, y además representó a su país natal, Argelia, en los Juegos Olímpicos de Pekín 2008.